# Tesla a.s.
TESLA a.s. е чешки производител и доставчик на специална радиокомуникационна и сигнално-охранителна техника за военна и търговска употреба. Първоначално името е използвано от държавен конгломерат, който е монополен производител на електронни уреди и компоненти в бившата Чехословашка социалистическа република. Конгломератът е основан през 1946 г. и функционира до 1991 г., когато е приватизиран. Името Tesla се използва от нейния наследник и бившите дъщерни дружества в Чешката република и Словакия.
През 2011 г. чешката компания Inter-Sat Ltd. придобива лиценза за марката Tesla от TESLA a.s. за продажба на домакински уреди и потребителска електроника с различно лого в Европа, най-вече в Централна и Югоизточна Европа.

## Компанията
Компанията е създадена като Elektra на 18 януари 1921 г. и е преименувана на Tesla на 7 март 1946 г. Церемонията по основаването се провежда на 10 август 1946 г. във фабриката Mikrofon в Страшнице, на която присъстват министри от правителствата на Чехословакия и Югославия. Името му е дадено в чест на големия учен Никола Тесла, който за кратко е учил в Прага, но когато асоциацията с този „сръбски американец“ става политически неудобна, то е обяснено като абревиатура от чешки: TEchnika SLAboproudá, което означава „слаботокова технология“.
Тесла е имала няколко производствени обекта, включително в Липтовски Храдок, Храдец Кралове, Пардубице, Ждар над Сазава, Братислава и Нижна. Някои от тях стават независими държавни дружества.
След падението на комунизма в Чехословакия „Тесла“ се бори да се конкурира с фирмите в страната и чужбина, което води до драстично съкращаване и приватизация на по-голямата част от магазините и производствените обекти. Логото на „Тесла“ е рядка гледка в днешните Чешка република и Словакия, тъй като са оцелели само няколко нейни филиала. Едно от бившите му дъщерни дружества, словашкото JJ Electronic в Чадца, е известно с производството на електронни лампи, а SEV Litovel произвежда висок клас грамофони за австрийската компания Pro-Ject.
Името на компанията се запазва като Tesla a.s., частна компания, чиито акции се търгуват на Пражката фондова борса. Tesla a.s. произвежда радио- и охранително оборудване за военна и търговска употреба. Tesla a.s. води поредица от съдебни дела срещу американската компания Tesla, Inc. (бивша Tesla Motors, Inc.), в резултат на което през октомври 2010 г. е сключено споразумение за съвместно съществуване на търговските марки на Tesla и за регулиране на отношенията между двете компании.
След тригодишен период, в който мажоритарен акционер в Tesla a.s. е ирландска финансова компания, контролен дял е придобит от Inter-Sat Ltd от Бърно през 2011 г. Tesla a.s. продава приставки за цифрова телевизия, антени, прахосмукачки роботи, саундбарове, детектори за движение и многофункционални тенджери под налягане. През 2015 г. компанията добавя към продуктовата си гама батерии за домашна и индустриална употреба.
През 2022 г. мажоритарен акционер на Tesla a.s. става международната група IC Group, която осигурява сделката за Кралския инвестиционен фонд на Келантан, основан от султана на Келантан Мохамед V.

## Продукти
Първоначалният концерн Tesla разработва широка продуктова гама, включваща телевизори, радиоприемници, транзистори, интегрални схеми, дисплеи, високоговорители, грамофони, касетофони, компактдискове и видеокасетофони. Въпреки това произведените количества често са недостатъчни за промишлените клиенти, а някои продукти са остарели, тъй като не са осъвременявани; например един конкретен вид диод е произвеждан повече от 30 години, без да бъде променян. Някои продукти са сравними с тези на международните производители, например силициеви управляеми токоизправители мощни транзистори и „Тесла“ ги изнася в други страни от Източна Европа. Няколко продукта са изнасяни в западни страни, например грамофонът NC 470, ребрандиран като NAD, както и други грамофони, продавани под търговското име Lenco.
През 1953 г. в Страшнице започва производството на първия чехословашки телевизор – Tesla 4001A. Първият чехословашки цветен телевизор, Tesla 4401A, започва да се произвежда през 1974 г.
Най-известните продукти на Tesla в международен план са бакелитовото радио 308U Talisman, проектирано от Игор Дидов в Братислава и произвеждано от няколко клона на компанията между 1953 и 1958 г. и ролковия магнетофон Sonet (1959 – 1965 г.). Tesla е известна и със своя военен пасивен радар KRTP-86 Tamara (TESLA Пардубице, 1986 г.), за който тогава се твърди, че е единственият в света, способен да открива стелт самолети.

## Tesla след 1989 г.
След 1989 г. отделните части на компанията стават независими. В по-голямата си част те постепенно се закриват. Някои от тях се превръщат в частни компании с ново име. Пряк наследник на старата Tesla е сегашната чешка компания Tesla as (около 400 служители), която е създадена от клон на Tesla Hloubětín. Tesla as произвежда основно военни микровълнови системи, медицински устройства и мобилни устройства за пречистване на вода. Заводът в Млада Вожице произвежда машини (предимно заводско оборудване).
В Словакия към 2025 г. действа TESLA Stropkov as, която произвежда комуникационни устройства в жилищни сгради (звънци), електрически контакти и ключове, и TESLA Liptovský Hrádok, акционерно дружество, което произвежда на машиностроителни (метални стелажи, шкафове за сглобяване), електротехнически (печатни платки и др.) и телекомуникационни (разпределителни табла, комуникационни устройства, техни компоненти за ремонт и поддръжка) продукти.
Съществува и TESLA Batteries, която от 2015 г. произвежда индустриални и битови батерии.

## Галерия
- Tesla 4001A, първият чехословашки телевизор (1953)
- Tesla Maestro (1958)
- Електронен микроскоп Tesla BS 242 (1958)
- Двоен триод Tesla PCC88
- Синтезатор VÚRT с дванадесет електронни осцилатора
- Преносим лентов касетофон Sonet Duo (1959)
- Измервател на Q-фактор Tesla BM 560 (1977)
- Радиоприемник Tesla Kvintet (1978)
- Tesla ERT 032 – аудио миксер, използван за спортни предавания
- Домашен телефон Tesla DT 85
- Тунер Tesla 3606A (1981)
- Радиограмофон Tesla 1038A (1984)
- Цветен телевизор Tesla 4425A (1986)
- Микропроцесор Tesla MHB8080, клонинг на Intel 8080
- Персонален компютър Tesla PMD 85
- Tesla OPRL-4 – радар за контрол на въздушното движение
- Радиолокационно оборудване за Института за инженери на гражданската авиация в Рига
- Пасивен радар Tesla, монтиран на шаси Tatra 815 (1987 – 1991)